# Bob Girls
Bob Girls (кор.: 단발머리) — южнокорейская девичья группа, сформированная под руководством Chrome Entertainment. Группа состояла из четырёх членов: Дахи, Юджон, Джина и Данби. Они дебютировали 10 июня 2014 года с синглом «No Way».
В феврале 2015 года было объявлено, что у Джины был диагностирован энцефалит, поэтому группа была распущена.

## История
21 мая Chrome Entertainment опубликовало фотографию Bob Girls. Все четыре члена клуба подстригли волосы, и агентство заявило: "Обычно, когда девочки обрезают свои длинные волосы, это означает, что они переживают некоторые ментальные изменения. Аналогичным образом Bob Girls стремится представлять Сдвиг женственности нашего времени ".
Дебютная демонстрация Bob Girls состоялась 10 июня в Каннам, Сеул. В тот же день их первый альбом был выпущен вместе с клипом на песню «No Way», ведущий сингл. В альбом также вошла вторая песня «Oh My Boy» («Wae Irae», озаглавленная «Why This Way»). Группа дебютировала на музыкальном шоу M! Countdown 12 июня. 30 июля начались акции для «Oh My Boy» с выступлением на Show Champion. На следующий день альбом Bob Girls был переиздан как Summer Repackage, с летними ремиксами обеих песен.
В конце 2014 года Bob Girls приняли участие в первом проекте Chrome Family — альбом с названием 2014 Chrome Family — The Very Special Christmas. Альбом был выпущен в цифровом формате 3 декабря с музыкальным видеоклипом на сингл «Love Christmas».
24 февраля 2015 года сообщилось, что члену Джина недавно был поставлен диагноз—энцефалит, поэтому её контракт с агентством был разорван для того, чтобы пройти курс лечения. Chrome Entertainment также объявило о роспуске группы, поскольку контракт всех остальных участниц также был прекращен. 2 апреля было объявлено, что Дахи (теперь известная как Мигё) и Данби дебютирует в группе из четырёх человек, называемой «Love Us». 8 мая было сообщено, что Юджон повторно дебютирует в новой группе во второй половине года.

## Участники
- Чон Дахи (кор.: 전다혜) — главная вокалистка
- Хо Юджон (кор.: 허유정) — рэп, вокал
- Ём Джина (кор.: 염지나) — суб-вокалистка
- На Данби (кор.: 나단비) — ведущая вокалистка

## Дискография

### Синглы
| Название             | Год  | Позиции в чартах | Альбом               |
| Название             | Год  | KOR              | Альбом               |
| -------------------- | ---- | ---------------- | -------------------- |
| «No Way»             | 2014 | 160              | The 1st Single Album |
| «Oh My Boy» (왜이래) | 2014 | 324              | Summer Repackage     |

#### Синглы сотрудничества
| Название                                               | Год  | Позиции в чартах | Позиции в чартах | Продажи            | Альбом                                        |
| Название                                               | Год  | KOR Gaon Digital | KOR Gaon Album   | Продажи            | Альбом                                        |
| ------------------------------------------------------ | ---- | ---------------- | ---------------- | ------------------ | --------------------------------------------- |
| «Love Christmas» (with Crayon Pop, K-Much, andZan Zan) | 2014 | 134              | 12               | - KOR: 1,733+ (CD) | 2014 Chrome Family — A Very Special Christmas |

## Фильмография

### Музыкальные видеоклипы
| Год  | Название |
| ---- | -------- |
| 2014 | «No Way» |

### Развлекательные шоу
| Год  | Шоу                                        | Канал | Заметки              |
| ---- | ------------------------------------------ | ----- | -------------------- |
| 2014 | Training the Tomboy Girl Group 'Bob Girls' | MBC   | Документальные серии |

## Концерты и туры

### Участие в концертах
- 2014: Chrome Happy Concert in Cheongju (Чонджу).
- 2014: First Chrome Family in Japan Concert (Шинигава, Токио).